# جامونا (بازیگر)
جامونا (انگلیسی: Jamuna؛ زادهٔ ۳۰ اوت ۱۹۳۶) هنرپیشه و کارگردان فیلم اهل هند است.
از فیلم‌ها یا برنامه‌های تلویزیونی که وی در آن نقش داشته‌است می‌توان به آناپورنا، آتش و کودک و خدا اشاره کرد.
وی همچنین برندهٔ جوایزی همچون جایزه فیلم‌فیر شده‌است.